# Maria Karlsson (fotbollsspelare född 1983)
Maria Karlsson, "Mia", född 1983 i Sturefors, Östergötlands län, är en svensk fotbollsspelare i Linköpings FC och landslaget. Karlsson gjorde sitt första landskampsmål den 3 maj 2008 i EM-kvalet mot Ungern.
Karlsson flyttade till Växjö DFF i samband med att hon började utbilda sig till polis.